# Terre champ de bataille
Cet article concerne le roman. Pour le film tiré du roman, voir cet article
Terre champ de bataille (en anglais : Battlefield Earth) est un roman de science-fiction de L. Ron Hubbard, publié en 1982 aux États-Unis.
Lors de sa publication en France chez Presses Pocket en 1988, il a été scindé en trois volumes :
- Les Derniers hommes (parties 1 à 9) [1] ;
- La Reconquête (parties 10 à 20) ;
- Le Secret des Psychlos (parties 21 à 32).

Une publication ultérieure chez Presses de la Cité / France Loisirs a scindé le roman en deux volumes.

## Résumé

### Parties 1 à 9
Ces parties sont parues dans la collection Presses Pocket sous un volume intitulé Les Derniers hommes.

#### Parties 1 à 5: introduction générale au roman
La Terre, en l'an 3000, n'est plus qu'un désert, et l'homme est une espèce en voie de disparition. Mille ans auparavant, les forces armées psychlos ont envahi la planète, anéanti ses défenses, rasé ses villes et tué la quasi-totalité de ses habitants. On apprendra en milieu de roman qu'on évalue à environ 35 000 le nombre d'humains vivant sur la planète lorsque débute le roman.
Aujourd'hui, une base psychlo, située près de Denver, a été édifiée sur la planète, sur laquelle 16 mines sont exploitées par la puissante compagnie Intergalactique Minière.
Le chef de la sécurité de la base psychlo, le cruel Terl, est redouté et hait ses collègues. Terl a un plan : il va capturer des humains, les utiliser pour extraire de l'or d'une mine qu'il a découverte, et envoyer secrètement cet or sur la planète-mère, en fraude de la Compagnie. Après avoir liquidé les esclaves humains et autres témoins gênants, il quittera alors cette planète qu'il déteste tant et vivra le reste de ses jours dans l'opulence.
Il parvient à capturer un jeune humain, Jonnie « Goodboy » Tyler qui, ne se satisfaisant pas de la situation des siens, a quitté son clan dirigé par le père Staffor, qui par la suite, sera remplacé par son fils Brown Staffor. Ce dernier, infirme, nourrit une haine contre Jonnie qu'il trouve trop populaire. Il deviendra un ennemi irréductible de Jonnie. Grâce à l'aide de la technologie psychlo, Terl fait apprendre à Jonnie la langue anglaise puis la langue psychlo par le biais de livres-hypnotiques jadis élaborés par des esclaves Chinkos. Ensuite, il présente Jonnie à son supérieur, le Directeur planétaire Numph. Grâce à des informations compromettantes qu'il a sur le directeur planétaire, il parvient, par un chantage implicite, à obtenir l'accord de ce dernier pour utiliser des humains dans l'exploitation minière.
Jonnie a la surprise de constater que son amie, Chrissie, et la sœur de cette dernière, Pattie, ont quitté le village pour partir à sa recherche. Chrissie et Pattie ont été faites prisonnières, si bien qu'ils sont réunis tous les trois, mais Terl se sert de la présence des deux jeunes femmes comme moyen de pression à l'égard de Jonnie : si ce dernier fait mal le travail attendu, les deux femmes seront exécutées. Jonnie rassure Terl.
Jonnie apprend une information très importante : les Psychlos ont une constitution physique qui ne supporte pas la radioactivité, et la planète-mère risquerait d'exploser si elle venait à entrer en contact avec des doses massives de radioactivité.

#### Parties 6 à 9: l'exploitation minière avec les Écossais
Terl emmène Jonnie en Écosse, où il a repéré une tribu d'humains. Jonnie le convainc de le laisser faire : il saura, lui, ramener une cinquantaine d'humains aptes à travailler dans la mine secrète. Jonnie contacte les clans Écossais et leur explique la situation. Il leur propose de tenter de combattre secrètement les Psychlos en faisant semblant de travailler pour Terl. La tâche sera difficile, mortelle peut-être, mais les Humains doivent tenter de faire face à l'oppression. Son discours est couronné de succès, et il recrute environ 80 Écossais. Terl est enchanté du résultat.
Les travaux commencent, et les humains se mettent à extraire l'or de la mine dans des conditions difficiles.
La 8e partie débute par l’arrivée semestrielle par téléportation de travailleurs psychlos. Terl a la désagréable surprise de reconnaître, parmi les ouvriers, un membre du Bureau Impérial d'Enquête, un dénommé Jayed. Que vient-il faire ici sous cette couverture ? Sur qui enquête-t-il ? Le Bureau Impérial d'Enquête  procède-t-il à une enquête ?
Pour sa part, Jonnie rejoint sa tribu natale dans les Montagnes Rocheuses et propose à ses anciens amis et parents de quitter la vallée qu'ils habitent, rendue délétère par la présence de substances radioactives indétectables. Ses amis et parents l'écoutent avec attention, mais en fin de compte, sous l'injonction de Brown Staffor, ils refusent de quitter la vallée, au motif qu'ils ont toujours vécu là et que c'est « chez eux ». Jonnie les quitte avec tristesse, ne comprenant pas leur position suicidaire.
La 9e partie se termine par la découverte qu'une base humaine de défense était située dans les Montagnes Rocheuses, et que Jonnie et ses amis y découvriront où se trouve de l'uranium en grande quantité pour lutter contre les Psychlos.

### Parties 10 à 20
Ces parties sont parues dans la collection Presses Pocket dans un volume intitulé La Reconquête.

#### Parties 10 à 12: la Bataille de la Libération contre les Psychlos
Sous l'action des Écossais et de Jonnie, des tonnes d'uranium sont trouvées dans des têtes de missiles nucléaires et sont récupérées secrètement. Pendant le même temps, les travaux à la mine continuent, avec un problème de taille : une partie de la mine s'est effondrée, et l'on risque de ne plus pouvoir extraire de l'or pour Terl, qui du coup pourrait être tenté de liquider ses ouvriers humains.
Jonnie et ses amis découvrent alors un dépôt annexe de la Banque centrale fédérale des États-Unis. Les humains s'emparent de 350 kg d'or. Avec l'or sorti de terre, ils présentent le tout à Terl en lui faisant croire que c'est le fruit de leur travail, et qu'ils ont même eu le temps de le fondre partiellement en lingots ! Terl se dit satisfait de leur travail, et place l'or récolté dans des cercueils devant être expédiés sur la planète Psychlo.
Terl découvre que Jayed n'est pas un agent secret chargé d'enquêter sur la base psychlo sur Terre, mais un prisonnier évadé qui tentait de se cacher. Terl tue Jayed et Numph, et crée une scène de crime donnant à penser que les deux hommes se sont entretués.
Lorsqu'arrive le jour du transfert des morts sur la planète Psychlo, les humains attaquent la base de Denver. Sans que Terl s'en aperçoive et s'y oppose, Jonnie parvient à placer l'uranium dans les cercueils devant être envoyés sur Psychlo ; les cercueils sont ensuite téléportés.
La 12e partie du roman se termine sur la victoire des humains : la plupart des Psychlos de la base de Denver ont été tués, les autres sont faits prisonniers (y compris Terl, Chirk, Ker, les frères Chamco). Terl, notamment, est emprisonné et placé sous bonne garde. Hélas, Terl a eu le temps de lancer le drone bombardier (celui là même qui a gazé l'humanité 1000 ans auparavant), programmé pour anéantir les dernières poches humaines. Zzt, tombé dans celui-ci lors de l'attaque, se fait escorter par un Psychlo à bord d'un Mark 32 (avion sur-armé et ultra-blindé à rayon d'action court). Il faut absolument arrêter ce drone.

#### Parties 13 à 16: les suites de la victoire
Après la victoire, Jonnie s'attaque à une priorité vitale : il s'agit d'arrêter le drone-bombardier lancé par Terl juste avant l'attaque ; ce drone est chargé d'anéantir l'Écosse. À l'aide d'un avion, Jonnie parvient à rejoindre le drone-bombardier indétectable (car le Mark 32 'd'escorte', lui, ne l'est pas) et à le détruire après s'être débarrassé de Zzt. Durant l'opération de secours et le combat contre Zzt, il est grièvement blessé et reste dans le coma plusieurs jours.
Pendant ce temps, les Écossais ont tout d'abord liquidé divers autres postes de sécurité psychlos, puis ont contacté diverses tribus humaines se trouvant sur Terre afin de leur redonner espoir et créer une Fédération Mondiale pour l'Unification du genre humain. Un Conseil mondial, comprenant des représentants des diverses tribus, est mis en place.
Plus tard, de retour à Denver, Jonnie a une conversation avec Ker, qui lui explique qu'il sait où se trouvent 2 milliards de crédits galactiques ; cet argent pourra servir aux humains dans leur lutte pour l'indépendance, et notamment payer certains Psychlos restés vivants en échange de leurs services et de leur loyauté.
Jonnie discute avec les frères Chamco et leur demande des explications sur la technologie et les mathématiques psychlos. Les deux Psychlos deviennent fous, et dans un mouvement inattendu, se suicident. Jonnie est stupéfait de ce comportement. Il se demande si le cerveau des Psychlos n'aurait pas été « trafiqué » médicalement. Dans la mesure où les frères Chamco ont été incinérés et où tous les autres Psychlos ont été enterrés, Jonnie ne dispose pas de corps aux fins d'étude.
La 16e partie se termine par le vote d'une résolution du Conseil de la Fédération humaine qui invite Jonnie à moins se mettre en avant, afin que sa sécurité personnelle soit garantie. Il s'agit de la première tentative sournoise de Brown Staffor de déstabiliser Jonnie.

#### Parties 17 à 20: l'expédition en Afrique et les ambitions de Brown Staffor
Jonnie décide de monter une expédition près du Lac Victoria en Afrique centrale afin, non seulement de se rendre maître d'une base secondaire minière psychlo, mais aussi de faire des prisonniers aux fins d'étude et de renseignements. Cette expédition est montée dans la précipitation.
Là, en Afrique, de violents combats ont lieu contre des descendants de mercenaires humains, appelés les « Brigantes », qui furent toujours alliés aux Psychlos. Les Brigantes capitulent. Puis des combats ont lieu contre les Psychlos, mais tous les Psychlos sont tués, malgré les consignes de Jonnie qui voulait absolument des prisonniers vivants.
Sous la supervision d'un dénommé MacAdam, une banque terrienne est créée (la Banque planétaire de la Terre) et émet des billets de banque portant le portrait de Jonnie, « le sauveur de l'humanité ».
Brown Staffor, le chef de la tribu de Jonnie, en tant que représentant de sa tribu, prend progressivement le pouvoir au sein de la Fédération Mondiale. Il entend contester le leadership de Jonnie. Pour cela, il évince ses concurrents au sein du Conseil de la Fédération, puis contacte secrètement Terl, qui peu à peu prend l'ascendant sur Staffor. Terl prend aussi l'ascendant du garde chargé de le surveiller, Lars Thorenson, qui va devenir l'homme de main de Brown Staffor.
Terl déclare à Brown Staffor que la compagnie minière souhaitait vendre la planète Terre pour environ 2 milliards de crédits galactiques, et que lui, Terl, désormais Directeur planétaire par intérim, a l'intention de la vendre à Staffor Brown. Celui-ci accepterait-il de l'acheter ? Si tel devait être le cas, il faudrait envisager de signer un acte de vente, puis de libérer Terl afin que ce dernier, après avoir remis en marche le mécanisme de téléportation (appelée « console de transfert »), retourne sur Psychlo pour faire enregistrer l'acte de vente. Dans sa mégalomanie, Bron Staffor accepte le marché, tout en ayant l'espoir d'anéantir Jonnie en tant que concurrent politique.
Terl parvient aussi à contacter par radio le général Snith, chef des Brigantes et, en lui faisant miroiter une rémunération élevée future, lui fait accepter de le servir.
Pendant de temps, Jonnie a fait pratiquer une autopsie d'un cadavre psychlo. On découvre que la tête du Psychlo est composée en grande partie d'os et de cartilages. Bien cachée au tréfonds du cartilage est implantée une puce électronique en bronze, qui pourraient avoir divers effets sur le comportement. L'autopsie d'un second cadavre, pratiquée sur un cadre Psychlo de la mine, montre que les cadres ont non seulement une puce en bronze, mais aussi une seconde puce en argent : peut-être est-ce ce type de puce qui a poussé les frères Chamco à se suicider de concert ?
Une radiographie est pratiquée sur la tête de Ker : on découvre que celui-ci n'a aucune puce dans le cartilage de son crâne. Ceci résulte de son passé : dernier-né « nabot » d'une portée de Psychlos, ses parents avaient voulu se débarrasser de lui ; il avait été « récupéré » de justesse par des marginaux des bas-fonds et élevé à la dure. Ker était devenu délinquant, puis avait réussi à se faire embaucher comme mineur. C'est ainsi qu'il était arrivé sur Terre. Il n'a jamais eu d'affinités avec le comportement violent et cruel des Psychlos, et c'est pourquoi il avait pu se lier avec Jonnie.
Jonnie apprend incidemment qu'un mystérieux vaisseau spatial a été aperçu en Écosse, et qu'un extraterrestre de couleur grise est entré en contact avec une humaine. Cet extraterrestre a échangé un petit couteau contre un billet de la nouvelle Banque planétaire. Puis il avait regagné son vaisseau et quitté les lieux. Jonnie s'inquiète de cette information : d'autres extraterrestres autres que les Psychlos s'intéresseraient-ils à la Terre ?
Les « Brigantes » viennent à Denver sous la protection de Brown Staffor, qui se sert d'eux comme milice personnelle.
Ayant appris par son ami Ker que Terl manipulait son garde et Brown Staffor, Jonnie se presse de rentrer à Denver.
La 20e partie débute par la décision de Jonnie de placer un peu partout autour de la résidence de Terl, et spécialement dans son bureau, des minuscules enregistreurs (« picto-enregistreurs »), afin de découvrir non seulement les intentions du sinistre Psychlo, mais aussi son travail intellectuel dans la construction de la console de transfert. En effet, Jonnie a découvert que la puissance psychlo résidait dans la téléportation, laquelle était basée sur ses mathématiques, qui s'étaient révélées totalement incompréhensibles aux humains : d'une part les Psychlos comptent en base 11 et non en base 10, mais au surplus leurs équations ne sont jamais équilibrées, rendant leurs calculs abscons. Un double réseau d'enregistreurs est mis en place : des enregistreurs cachés de telle manière que Terl les découvrira, et un second réseau, ultra camouflé des regards du Psychlo. Le plan fonctionne à merveille : Terl découvre les leurres mais ne remarque pas les autres enregistreurs.
Lorsque Jonnie arrive à Denver, il est fait prisonnier par une escouade de Brigantes dirigée par Lars Thorenson. Puis Jonnie est conduit devant Brown Staffor, qui lui explique qu'il va prochainement être traduit en jugement devant une Haute Cour de justice pour les meurtres des frères Chamco, pour rapts, trahison et sabotage. Staffor lui présente le contrat signé avec Terl, par lequel ce dernier, en tant que représentant plénipotentiaire de la compagnie minière, vendait la planète à la Fédération mondiale pour 2 milliards de crédits galactiques.
Jonnie ayant demandé la possibilité de revoir ses chevaux et Staffor ayant accédé à cette requête, Jonnie est escorté par l'escouade Brigante. Néanmoins, l'écuyer de Jonnie, Bittie MacLeod, comprend qu'il se passe quelque chose d'anormal et intervient. L'un des Brigantes assassine Bittie à coup de mitraillette. Jonnie en profite pour s'emparer d'une arme, et tire sur les Brigantes. D'autres personnes du camp interviennent alors aux côtés de Jonnie. Les Brigantes de l'escouade sont tués et Jonnie est libéré.
Jonnie décide de ramener le corps sans vie de Bittie en Écosse afin qu'il soit inhumé dans le pays de sa naissance. Les Écossais crient vengeance et exigent l'exécution sans délai de Terl. Jonnie parvient à les raisonner en leur expliquant que de nouveaux combats, de nouvelles batailles, vont avoir bientôt lieu, qui décideront de l'avenir de l'humanité. Bittie est fait chevalier à titre posthume et enterré ; sur sa tombe est érigée une stèle à sa mémoire.

### Parties 21 à 32
Ces parties sont parues dans la collection Presses Pocket dans un volume de 555 pages intitulé Le Secret des Psychlos. Ce « secret » comporte un triple volet : il s'agit du secret de la téléportation (fondement de la puissance psychlo), du secret des mathématiques psychlos, du secret des puces implantées dans les crânes des Psychlos à leur naissance.

#### Parties 21 à 25: la Terre au centre des convoitises des extraterrestres
La 21e partie débute par la présentation d'un extraterrestre déjà mentionné antérieurement : il s'agit du « petit être gris » qui avait pris contact avec une vieille Écossaise. Cet extraterrestre, dont l'auteur ne donne ni l'identité, ni la planète d'origine, ni la fonction, se pose des questions sur les humains et sur la venue éventuelle d'autres vaisseaux extraterrestres.
Arrive un vaisseau Tolnep ; une discussion s'engage entre les deux commandants de vaisseaux. Puis arrivent successivement un vaisseau Bolbod et un vaisseau Hawvin.
Pendant ce temps, avec l'accord implicite de Jonnie et l'accord politique explicite de Brown Staffor, Terl commence la construction d'une console de transfert, tout en ignorant que ses faits et gestes sont étroitement surveillés par Jonnie et ses amis. Très patiemment, il crée pour sa console deux circuits électroniques distincts : d'une part les « circuits secrets » de la console de transfert, conçus de telle manière qu'ils soient indétectables, d'autre part les « circuits officiels » de la console, munis d'un mécanisme d'explosion. Quand la téléportation aura eu lieu, les circuits électroniques officiels anéantiront les circuits secrets, et il ne restera qu'une console à la fois inutilisable, dont l'architecture intellectuelle sera impossible à résoudre. Seul le mécanisme officiel restera, et les techniciens qui se pencheront sur le mécanisme seront dans l’impossibilité d'en comprendre le fonctionnement.
Un vaisseau Hockner est apparu aux parages de la Terre, et une escouade de ces aliens est envoyée sur la Terre. Néanmoins les forces terrestres parviennent à bloquer la tentative de débarquement et les aliens sont faits prisonniers. Un vaisseau Jambitchow s'approche aussi. Les commandants de ces différents vaisseaux discutent entre eux sur le point de savoir si la planète est occupée par les Psychlos ou par les autochtones terriens.
Alors que Jonnie se présente devant la ville tibétaine de Lhassa, les Tolneps, qui avaient appris par les écoutes radio qu'un chef important humain devait se rendre dans cette ville, ont débarqué peu avant Jonnie. Dès son arrivée, ils l'attaquent, mais Jonnie parvient à les neutraliser et à s'emparer de leur vaisseau. On apprend à cette occasion que les Tolneps sont notoirement connus pour être de cruels esclavagistes.
Lorsque Jonnie retourne à Denver, il doit résoudre divers problèmes. Le premier est le fait que Brown Staffor a privilégié les Brigantes en les surpayant. Jonnie décide donc, avec l’aval du directeur de la Banque planétaire, de créer une monnaie spécifique à l'Amérique du Nord, qui pourra plus tard être dévaluée. Ensuite une nouvelle Charte de la Fédération mondiale est signée, ce qui a pour effet d'anéantir tous les pouvoirs politiques de Brown Staffor.
Jonnie découvre que Terl, en construisant la console de transfert, y a inclus un champ de force ultrapuissant qui pourra se déclencher quand il se rendra aux abords de la console. Ce fait inquiète Jonnie car ce champ de force pourrait rendre Terl invulnérable.
Brown Staffor découvre que la quasi-totalité des habitants de Denver a quitté la ville ; il ne reste que les cadets de l'Académie aérienne et les forces Brigantes. Puis il constate stupéfait que sa tribu a disparu : il se retrouve nominalement Chef du Conseil de la Fédération, mais avec une capitale vide et sans tribu !
Terl est alors sommé de signer à nouveau les contrats antérieurement conclus avec Brown Staffor, car ceux-ci étaient atteints, c'est peu de le dire, de divers vices de forme. Les nouveaux contrats prévoient que la Compagnie minière vendait « la compagnie, de même que tous les intérêts notables que la compagnie pouvait avoir à vendre, transmettre ou déléguer ». Si Terl refuse de signer, il ne retournera pas sur Psychlo avec sa console de transfert lors de la prochaine date de transfert biannuelle, et restera incarcéré à vie sur Terre. Terl est donc contraint de signer ce nouveau contrat, établi en 15 exemplaires originaux.
En observant les travaux de Terl, Jonnie réalise que celui-ci a notamment installé des fusibles sur la console en cours de construction. Or ces fusibles ressemblent fortement aux puces électroniques qui avaient été trouvées dans les cerveaux des Psychlos autopsiés antérieurement. En fait ces puces cervicales n'étaient que de simples fusibles : ceux des mâles psychlos les poussaient à la furie meurtrière et éventuellement au suicide si on leur demandait de révéler des informations sur la science psychlo, et ceux des femelles psychlos les empêchaient d'assimiler toute notion trop abstraite et provoquaient leur évanouissement en cas de raisonnement trop poussé.
La 24e partie débute par le fait que le jour du transfert vers la planète Psychlo est arrivé, et que Terl est pressé de se téléporter avec les deux milliards de crédits galactiques qu'il a placés dans des cercueils, réitérant en cela le même plan qu'il avait suivi pour l'or détourné en fraude, six mois auparavant, avant que les humains n'attaquent les Psychlos et ne se libèrent. Quelques minutes avant le départ, Terl remet à Brown Staffor un gros colis contenant « un cadeau de départ » ; il s'agit en réalité d'une bombe ultrapuissante qui libère des forces capables d'anéantir la totalité de la planète (par explosion du cœur de la planète et transformation de ses atomes lourds en atomes d'hydrogène).
Jonnie et ses amis attaquent alors la console de transfert. Une âpre bataille s'engage, au cours de laquelle Brown Staffor est tué par Terl, tandis que Jonnie est grièvement blessé par une flèche empoisonnée. Néanmoins Terl parvient à se faire téléporter avec les cercueils ; il quitte donc le roman en tant que personnage important. Quelques secondes avant le départ de Terl, Jonnie a le temps de lui annoncer que les cercueils avaient été vidés des 2 milliards de crédits quelques heures auparavant, et qu'ils ne contiennent que de la sciure !
La bombe installée par Terl au sein de la console de transfert se déclenche peu de temps après sa téléportation ; le camp est ravagé par un terrible incendie (il ne s'agit pas de la bombe remise en cadeau à Brown Staffor, qui a été désamorcée).
Les extraterrestres en position autour de la Terre décident alors d'attaquer de concert la planète. Plusieurs bases terriennes sont prises pour cible, en particulier la base située près du Lac Victoria (où s'est rendu Jonnie), ainsi que celles d'Edinbourgh, de Denver, de Singapour et de Russie.
Alors que les combats font rage, le « petit extraterrestre gris » aperçu au début de la 21e partie détecte deux tirs de téléportation émanant de la Terre : il s'interroge, et décide d'intervenir. Il contacte Jonnie, demande un sauf-conduit, et sollicite un entretien avec lui…

#### Parties 26 à 29: la riposte contre les Tolneps et la grande Conférence galactique
L'extraterrestre propose l'organisation d'une Grande Conférence galactique pour trouver une solution au problème terrien et aux appétits hégémoniques des uns et des autres. Jonnie accepte immédiatement.
La Conférence galactique s'ouvre peu après sous la supervision du « petit alien gris » et d'un de ses collègues. On apprendra par la suite que les deux extraterrestres s'appellent respectivement Dries Gloton et Lord Voraz (jeux de mots sur les adjectifs « glouton » et « vorace ») et qu'ils sont des membres éminents de la Banque galactique. Lord Voraz est le Directeur général de la Banque, tandis que Gloton est Directeur de filiale (le système solaire fait notamment partie du secteur galactique qu'il supervise).
Les diplomates de différents systèmes arrivent les uns après les autres.
La situation en début de conférence est très défavorable aux humains. Les Tolneps, qui disposent d'une supériorité numérique écrasante quant au nombre de vaisseaux et à la puissance de feu, souhaitent s'adjuger la part du lion. L'ambassadeur tolnep, Lord Schleim, propose que la totalité des humains soit réduite en esclavage au profit de Tolnep, et que les dépouilles matérielles et les richesses minières de la planète soient partagées entre les différents systèmes. Les autres ambassadeurs sont prêts à accepter ses propositions.
Arrive alors Jonnie, qui apparaît sous une « apparence grandiose », propre à impressionner ses interlocuteurs. Il réplique que la conférence ne va pas constater la disparition de l'humanité, mais plutôt celle des Tolneps. Il se trouve que les humains ont été capables, en peu de temps, de créer une console de transfert sur la base des plans de Terl, qui avait été espionné à son insu. Devant les ambassadeurs, un picto-enregistreur est téléporté sur la lune Asart, qui gravite autour de Tolnep. Peu après, elle revient devant l'assemblée. Jonnie procède à plusieurs envois successifs de la sonde et à plusieurs retours.
Les délégués découvrent alors que la lune Asart est en train de se pulvériser progressivement. En fait Jonnie, qui avait récupéré la bombe que Terl destinait « en cadeau » à Brown Staffor pour détruire la Terre après son départ pour Psychlo, l'avait envoyée sur Asart par téléportation . Cette bombe a pour effet de décomposer les atomes en éléments chimiques de plus en plus légers, au point qu'à un certain moment, il ne reste d'une planète ou d'une lune qu'un immense ensemble de gaz d'hydrogène. Les Tolneps ont été frappés d'une manière à laquelle ils ne s'attendaient pas.
Découvrant cette attaque inouïe à l’encontre d'Asart, lord Schleim tente de s'en prendre physiquement à Jonnie et aux ambassadeurs réunis à la Conférence. Il est maîtrisé de justesse par plusieurs ambassadeurs.
Un procès s'ouvre à son encontre. Le lendemain, il est déclaré coupable de voies de faits sur personnel diplomatique ; la planète Tolnep est condamnée à une rupture des liens diplomatiques pendant un siècle et au paiement d'une très importante somme de crédits galactiques à titre de dommages-intérêts. Néanmoins la quasi-totalité de cette somme ne sera pas versée aux terriens, car elle doit être répartie entre les différentes espèces présentes au prorata de leur population. Les 30 000 ou 40 000 humains ne valent rien par rapport aux centaines de milliards d'habitants représentés par les ambassadeurs aliens.
Jonnie se voir décerner une récompense symbolique, celle de L'Écharpe rouge.
À la demande de Jonnie, un armistice intervient : des échanges de prisonniers ont lieu, et les combats cessent provisoirement.
Jonnie envoie un picto-enregistreur sur la planète Psychlo, afin de connaître son sort. Ils découvrent qu'elle a totalement explosé, entraînant l'effondrement immédiat de toute la civilisation psychlo. L'envoi d'uranium au cours de la 12e partie du roman avait parfaitement rempli sa mission : les Psychlos ont été anéantis. Terl, lors de sa téléportation au cours de la 25e partie, s'est donc matérialisé dans une intense fournaise radioactive.
Jonnie apprend alors de la bouche de Dries Gloton et de Lord Voraz une nouvelle inattendue et terrible : la compagnie Intergalactique minière avait acheté la planète au gouvernement psychlo pour un certain prix. Pour ce faire, elle avait emprunté la totalité du prix à la Banque galactique dans le cadre d'un prêt d'une durée de 2 500 ans. Or seules les 1000 premières annuités ont été payées par la Compagnie minière, avant qu'elle n'ait été récemment anéantie en même temps que la planète Psychlo. Son débiteur principal étant défaillant, la Banque galactique est donc créancière, à l'égard de la Terre, du reliquat restant dû au titre du capital à payer et des intérêts dus pour les 1 500 ans à venir. Concrètement, cela signifie que, la déchéance du terme ayant été prononcée, la Terre doit immédiatement payer la dette restant due par l'Intergalactique minière à la Banque galactique ; cette dette s'élève à 40 000 milliards de crédits galactiques…
Jonnie tombe des nues : il est évident que les humains ne disposent pas de cette somme. S'ensuit une discussion entre Jonnie et les deux représentants de la Banque galactique, dont il résulte que les banquiers n'ont aucune âme et qu'ils se comportent en véritables requins de la finance, l'argent étant placé au-dessus de toute chose. Même si les Humains se sont débarrassés à grand peine des Psychlos et des Tolneps, Jonnie apprend qu'ils ne disposent que d'une semaine-terrestre pour payer la somme en question, faute de quoi la planète sera vendue aux enchères !
À la fin de la 29e partie, la situation apparaît comme étant totalement compromise et désespérée.

#### Parties 30 à 32: la Terre, centre de l'univers
MacAdam, le banquier de la Banque Terrestre, entame de difficiles négociations avec les deux banquiers aliens. Il dispose cependant d'atouts dans la négociation que ces derniers ne soupçonnaient pas.
En premier lieu, il est au courant du fait que la Banque galactique n'était maintenue à flots que grâce aux prêts octroyés aux Psychlos et grâce au système de téléportation psychlo. Depuis la désintégration de l'empire psychlo, non seulement la Banque galactique a perdu les deux tiers de ses actifs financiers et se trouve au bord de la faillite, mais aussi ne peut plus entrer en contact avec les milliers de monde avec lesquels elle commerçait. Le krach est proche et risque de s'avérer fatal pour la Banque.
En second lieu, en vertu du second contrat que Terl avait signé avec le gouvernement terrestre, les Humains se retrouvent légalement dépositaires de la totalité des biens et avoirs des psychlos, y compris sur les planètes non touchées par la disparition du système stellaire de Psychlo. Les deux banquiers rétorquent que le contrat de Terl n'a jamais été enregistré par la Banque galactique. MacAdam, à leur grande stupéfaction, leur explique que le second tir de téléportation enregistré peu avant avait permis d'ouvrir un compte bancaire à la Banque (grâce à l'or de Terl) et de faire enregistrer l'acte de cession au siège social de la Banque. Il résulte de tout cela que la Terre n'est pas pauvre et se révèle être riche de centaines de milliards de crédits.
Face à ce retournement inattendu de situation, Jonnie agit en deux temps : d'abord s'occuper de la Banque, ensuite s'occuper des ambassadeurs, le but étant de trouver un compromis qui satisfasse pleinement tout le monde.
Il propose à la Banque galactique de mettre à son service le système de téléportation psychlo : comme on le sait, les Humains savent désormais construire des consoles de transfert, et ils peuvent en créer des milliers à la chaîne et les louer à la Banque.
Jonnie propose aussi que la Terre rachète une partie du capital social de la Banque Galactique, et qu'elle garantisse les prêts octroyés et la monnaie émise par la Banque.
Les solutions que Jonnie propose comblent de joie les deux financiers : apparemment la faillite de la Banque n'est plus à l'ordre du jour.
Puis Jonnie réunit tous les ambassadeurs plénipotentiaires convoqués à l'occasion de la Conférence galactique : il leur rappelle d'une part que la Terre est capable d'anéantir leurs planètes respectives grâce à l'emploi possible de la téléportation et à l'envoi de bombes mégapuissantes (comme les Tolneps ont pu s'en apercevoir…), et d'autre part que les économies de leurs systèmes stellaires, qui ne sont fondées que sur le conflit et la guerre, ne pourront que s'effondrer à long terme. Il leur propose un nouveau paradigme : la Banque galactique va largement octroyer des crédits pour la construction d'industries de consommation ; les armes et vaisseaux spatiaux seront reconvertis ; un système de sécurité commun sera mis en place ; le mécanisme de téléportation sera diffusé auprès du maximum de planètes ; etc.
Les ambassadeurs acceptent les propositions de Jonnie, et un traité interstellaire est négocié avant d'être signé.
Une fois tous les ambassadeurs et les deux banquiers partis, Jonnie se rend compte que pour bien maîtriser la téléportation, et spécialement pour créer de nouveaux petits moteurs de téléportation, il est nécessaire de comprendre les mathématiques psychlos, qui ont pour particularité d'être fondées sur la base 11 et non pas sur le système décimal.
Il parvient à dénicher, parmi les Psychlos encore vivants, un technicien Psychlo, dénommé Soth. Celui-ci, qui sait que la civilisation psychlo a disparu et qu'il n'encourt aucune punition, accepte de lui révéler tout ce qu'il sait.
On apprend alors le « grand secret des mathématiques psychlo » : elles sont basées sur un code secret, chaque équation devant être lue en fonction d'une lettre de l’alphabet psychlo située en début d'expression mathématique, cette lettre ayant elle-même une certaine signification ésotérique. Les résultats des équations changent en fonction de la lettre choisie. Ce code secret mathématique, couplé avec les fusibles implantés dans les crânes des Psychlos à leur naissance, constituait une totale protection pour les équations des champs de forces.
Les mathématiques psychlos étant désormais décryptées, les Humains vont pouvoir créer de nouveaux usages pour la téléportation, et notamment créer des véhicules à téléportation. La vie de milliers de milliards d'habitants dans la galaxie va en être changée.

#### Épilogue
Le roman se termine par un épilogue d'une quinzaine de pages.
Sous l'égide de Jonnie, la Terre est devenue une planète prospère et puissante. Un imposant système de défense stellaire la protège. Des contrats ont été signés avec des firmes extraterrestres : toutes les villes humaines font l'objet d'un programme intensif et fort coûteux de remise en état, afin qu'en temps utile, l'augmentation du nombre d'humains sur la planète se fasse sans difficultés.
Jonnie et Chrissie se sont mariés, et ont eu deux enfants : l'aîné, Timmie, ressemble à son père ; sa petite sœur s'appelle Missie.
La dernière page du roman révèle que Jonnie et sa famille ont décidé de prendre du recul sur les affaires de la planète et de l’univers, et que l'on ne sait pas où ils demeurent.

## Personnages

### Psychlos
- Terl : le « méchant » du roman. Chef de la sécurité de la base terrienne psychlo, il est décrit comme particulièrement violent, cruel, amoral, fourbe et ambitieux[4].
- Numph : le « Directeur planétaire » en titre, c'est-à-dire chef suprême de la base sur Terre. On apprendra qu'il a organisé une gigantesque fraude en détournant salaires et minerais. Il meurt assassiné par Terl.
- Zzt : un mécanicien, responsable de l'atelier de réparation des véhicules et chef des transports de la base.
- Ker : un ouvrier, ancien forçat. Sympathique, il devient ami loyal de Jonnie.
- Char : un technicien, expert en explosif. Circonspect lors de l'assassinat de Numph, il se doute qu'il s'agit d'une manigance de Terl. Il meurt assassiné par ce dernier, la veille de son retour sur Psychlo.
- Chirk : la secrétaire personnelle de Terl. Elle est décrite comme une « tête de linotte ».
- Jayed : un ouvrier minier. Ancien agent du Bureau Impérial d'Enquête et ancien forçat venu se faire oublier sur terre, il meurt assassiné par Terl.
- Les frères Chamco : deux techniciens miniers dont le patriotisme envers Psychlo laisse fortement à désirer. Au cours d'un interrogatoire mené par Johnny sur la technologie psychlo, ils se suicident après avoir été pris d'une folie meurtrière soudaine.

### Humains
- Jonnie Goodboy Tyler : le héros et personnage principal du roman. Il est décrit comme quelqu'un de fort physiquement, courageux, intelligent, réfléchi et dynamique. Il souhaite libérer la Terre du joug psychlo.
- Chrissie : la petite amie de Jonnie. Elle sera ensuite son épouse et la mère de ses enfants.
- Pattie : la jeune sœur de Chrissie, fiancée à Bittie Macleod.
- Bittie Macleod : un écuyer de Jonnie, fiancé de Pattie. Il meurt en héros.
- Angus MacTavish : un Écossais qui possède un certain talent pour la mécanique et l'électronique. C'est l'un des meilleurs amis de Jonnie.
- Robert le Renard : le chef de guerre écossais et général des forces militaires terriennes. C'est l'un des meilleurs amis de Jonnie.
- Dunneldeen : un combattant écossais, ami de Jonnie.
- Mac Dermott : un historien écossais.
- Mac Kendrick : un médecin écossais.
- Brown Staffor, dit « Brown le Boiteux » : le chef de la tribu de Jonnie. Il s'oppose à ce dernier quand celui-ci veut quitter la tribu, puis ultérieurement lorsque les Psychlos sont vaincus. C'est l'« humain méchant » du roman.
- Lars Thorenson : un jeune homme ambitieux et stupide, homme de main de Brown Staffor.
- Chong-won : un chinois, ami de Jonnie.
- Le colonel Ivan : un russe, ami de Jonnie.
- Le général Snit : le chef des Brigantes, d'anciens mercenaires sévissant en Afrique. Ils font commerce avec les psychlos (humains et animaux contre matériel). Ils sont dégénérés, cannibales mais compétents au combat. Ils seront rapatriés à Denver et seront alors au service de Brown Staffor.

### Autres personnages
- Dries Gloton[5] : le directeur régional de la Banque galactique pour le système solaire.
- Lord Voraz[6], le directeur général de la Banque galactique.
- Lord Schleim : un diplomate tolnep.
- Lord Dom : un diplomate d'un système stellaire non précisé.
- Rogodether Snowl : un « semi-capitaine » tolnep. Il prend la tête de la coalition après la mort de son oncle Snowleter, lors du crash du porte-avions amiral tolnep, le Capture, à la suite de l'attaque suicide de Glencannon.
- Roof Arsebogger : un journaliste au Croc de minuit ayant une certaine influence auprès des autorités tolnep. Meurt dans le crash du Capture.
- Fend-le-Vent : le cheval de Jonnie.
- Danseuse, Blodget et Vieux-cochon : les autres chevaux de Jonnie.

### Espèces extraterrestres
- Les Psychlos
- Les Tolneps
- Les Hockners
- Les Bolbods
- Les Hawvins
- les Drawins
- Les Jambitchows
- Les Kayrnes
- Les Folowljopans
- Les Selachees
- Les Chincos (exterminés)
- Les Châteauvarians
- Les Boxnards (inventeurs de la téléportation, exterminés 302 000 ans plus tôt par les psychlos)

## Adaptation cinématographique
Les parties 1 à 14 du roman (c'est-à-dire un peu moins que sa moitié), ont fait l'objet d'une adaptation cinématographique sous le titre Battlefield Earth (2000) réalisé par Roger Christian.
Malgré la présence parmi la distribution de John Travolta (Terl), Barry Pepper (Jonnie Tyler) et Forest Whitaker (Ker), cette adaptation fut un échec commercial.

## Le roman et la scientologie
On sait que Ron Hubbard est le créateur de l'Église de Scientologie. Lorsque le roman a été écrit, cette Église existait depuis une trentaine d'années. On peut donc s'interroger sur le point de savoir si Ron Hubbard a voulu, soit explicitement, soit implicitement de manière subliminale, faire passer dans ce roman certains « messages » pro-scientologie.
Le roman insiste à divers endroits, et spécialement dans les deux dernières parties, sur les comportements néfastes des « kiâtres » et « kologues », qui utilisaient la « kiâtrie » et la « kologie » sur la planète Psychlo. Le nom de cette planète, au demeurant, n'est pas neutre et fait évidemment référence à la psychologie. Faut-il y voir une lutte entre les « méchants Psychlos (psychologues) » et les « bons humains » ? Une lutte opposant les « Psycho(logue)s » aux « Sciento(logue)s » ? En l'état actuel des publications, aucune source ne permet de l'affirmer.
Il n'en reste pas moins que la dénonciation des prétendus « méfaits » de la psychologie et de la psychiatrie faite par Ron Hubbard dans le roman n'est pas neutre, ni sur un plan littéraire, social, médical ou politique, et qu'il paraît évident que, sur ce sujet, l'auteur n'a pas hésité à indiquer le fond de sa pensée.

### Lecture gratuite de l’intégralité du roman en anglais
Il est possible de lire l'intégralité du roman en langue anglaise. Pour passer d'un chapitre à un autre, il suffit de cliquer sur le bandeau de défilement en bas de page.
- Première page du roman
- Chapitre 3 de la 12e partie : envoi de l'uranium sur Psychlo
- Chapitre 1 de la 21e partie
- Chapitre 1 de la 28e partie
- Chapitre 5 de la 32e partie : le secret des mathématiques psychlos